# 和田昌之
和田 昌之（わだ まさゆき、1978年9月13日 - ）は、日本の実業家、ラジオパーソナリティである。

## 来歴
1978年9月13日に京都府京都市上京区で生まれ、滋賀県大津市で育つ。中学時代に不登校になり、通信制の高校に進学した。その後、ワタミ人材採用部門のインターンシップを一ヶ月だけ経験。1997年に滋賀県立大学環境科学部に進学、2001年に卒業し同大学院に進学。2002年人材紹介会社の株式会社ヒューマンクリエートジャパンに入社、滋賀県立大学大学院中退。2003年、バイオITベンチャーのN.A.gene株式会社の取締役に就任。2005年には、株式会社エクスアーツを創業（設立当時は有限会社）した。
経済産業省ネオアニメ委員会委員やコンテンツ学会設立発起人、京都国際マンガ・アニメフェア(京まふ）総合プロデューサー（2012年、2013年）などを歴任。
その後、アニ玉祭、池袋シネマチ祭プロデューサーや、経済産業省マンガ・アニメ海賊版対策協議会事務局統括補佐（2014年度）を務める。
『ラブライブ!』×神田明神や『鬼滅の刃』×ホテルニューオータニの企画プロデュースなど担当する。人材採用に携わった経歴を生かし、プライベートでも大学生の就職支援を行う。2015年4月より、文化放送超!A&G+にて『和田昌之のWADAX Radio』シリーズのパーソナリティを務めている。
2023年から縁結びのまち、出雲市の観光大使に就任した。

## 出演

### ラジオ
- WADAX Radioシリーズ（超!A&G+）[6]
  - 和田昌之のWADAX Radio（2015年4月 - 2016年3月）
  - 和田昌之と長久友紀のWADAX Radio（2016年4月 - 2017年9月）
  - 和田昌之と金子有希のWADAX Radio（2017年10月 - 2020年9月）
  - 和田昌之と染谷俊之のWADAX Radio（2020年10月 - 2021年3月）
  - 和田昌之と赤羽根健治のWADAX Radio（2021年4月 - 2022年6月）
  - 和田昌之と尾崎由香のWADAX Radio（2022年7月 -）[8]